# Садовый секач
Нож для обрубки сучьев (также садовый секач) — инструмент, используемый — в зависимости от своей величины и формы исполнения — в различных работах по сельскому хозяйству, лесоводству, виноградарству и садоводству. Типичной для его клинка является форма полумесяца с более или менее загнутой вниз верхней частью. В зависимости от региона и на протяжении веков существовали различные варианты подобного инструмента, имеющие подобную описанной выше форму. Орудия, подобные ножу для обрубки сучьев, в некоторых европейских регионах известны с древнеримских времён, а в ряде областей хозяйства, таких как лесоводство и садоводство, они широко применяются по сегодняшний день.
В некоторых регионах такие ножи имеют важное культурное значение, в том числе в Англии, где существуют даже ассоциации декораторов инструментов под названием billhook. В разных регионах Германии в прошлом существовали богатые традиции украшения таких инструментов, в том числе Knipp в Сегерланде и декоративные ручки таких ножей в Пфальце. Как культурно-историческое наследие ножи для обрубки сучьев по-прежнему представлены на гербах многочисленных коммун.
В средневековой Англии лезвие секача могли приделать к длинной рукояти, получив импровизированный аналог алебарды, который назывался точно так же. В бою его обычно использовали для стаскивания всадников с седла и выдёргивания воинов из пехотного строя.
В России аналогом садового секача является разновидность косаря с серповидным клинком.
В Финляндии и Карелии на лесозаготовках используется нож-сучкоруб весури.